# Ace of Spades
Pour les articles homonymes, voir Ace of Spades (homonymie).
Albums de Motörhead
Bomber
(1979) Beer Drinkers and Hell Raisers (Ep)
(1980)
Singles
1. Ace of Spades
Sortie : 27 octobre 1980

Ace of Spades est le quatrième album studio du groupe de heavy metal britannique Motörhead. L'album est sorti le 8 novembre 1980 sous le label Bronze Records et a été produit par Vic Maile.

## Historique
Cet album fut enregistré dans le Hertfordshire plus précisément à Rickmansworth dans les Jackson's Studios. Pour la production, le groupe s'adjoint les services de Vic Maile qui avait déjà travaillé avec le précédent groupe de Lemmy, Hawkwind. Auparavant le groupe avait réalisé les démos des nouveaux titres dans les studios Rockfield au Pays de Galles.
La chanson éponyme de l'album, Ace of Spades, peut être considéré comme la plus connue de Motörhead, le single se vendra à plus de 400 000 exemplaires au Royaume-Uni,  et de nombreux fans du groupe le considèrent comme leur meilleur titre.
Il s'agit du premier album du groupe où l'on trouve une photo de ses membres sur la pochette de l'album. Il sera aussi le premier album du groupe à être distribué aux États-Unis.
Cet album a eu un impact important sur la scène metal : il a d'ailleurs été reconnu comme étant un classique du heavy metal. Ace of Spades atteint dès sa publication la quatrième place des ventes d'albums en Angleterre, pour ensuite être certifié disque d'or par la BPI le 6 mars 1981.

## Anecdotes d'enregistrement
La photographie de la pochette n'a pas été réalisée dans un désert mais dans une carrière à South Mimms, au nord de Londres.
Durant l'enregistrement de We Are the Road Crew, pendant son solo de guitare, "Fast" Eddie Clarke a été pris d'un fou rire et c'est cette version que Motörhead a choisi de conserver. Si on n'entend pas le rire du guitariste, on remarque l'interruption du solo et le larsen qui en découle.

## Liste des titres
- Tous les titres sont signés par Lemmy Kilmister, Eddie Clarke et Phil Taylor sauf indications.

Face 1
| No | Titre                  | Durée |
| -- | ---------------------- | ----- |
| 1. | Ace of Spades          | 2:46  |
| 2. | Love Me Like a Reptile | 3:21  |
| 3. | Shoot You in the Back  | 2:37  |
| 4. | Live To Win            | 3:34  |
| 5. | Fast and Loose         | 3:22  |
| 6. | (We Are) The Road Crew | 3:10  |

Face 2
| No  | Titre                              | Durée |
| --- | ---------------------------------- | ----- |
| 7.  | Fire Fire                          | 2:42  |
| 8.  | Jailbait                           | 3:31  |
| 9.  | Dance                              | 2:36  |
| 10. | Bite the Bullet                    | 1:38  |
| 11. | The Chase Is Better Than the Catch | 4:15  |
| 12. | The Hammer                         | 2:45  |

Titres bonus de la réédition 1996
| No  | Titre                                                           | Auteur                                                     | Durée |
| --- | --------------------------------------------------------------- | ---------------------------------------------------------- | ----- |
| 13. | Dirty Love (Face-B du single Ace of Spade)                      |                                                            | 2:57  |
| 14. | Please Don't Touch (de l'Ep St. Valentine's Day Massacre, 1981) | Freddie Health, Guy Robinson                               | 2:50  |
| 15. | Emergency (de l'Ep St. Valentine's Day Massacre, 1981)          | Kim McAuliffe, Enid Williams, Kelly Johnson, Denise Dufort | 3:00  |

### 2 CD Deluxe Edition 2005
CD 1
- Le disque 1 est constitué de l'album original

CD 2
| No  | Titre                                                                                            | Auteur | Durée |
| --- | ------------------------------------------------------------------------------------------------ | ------ | ----- |
| 1.  | Dirty Love (Face B du single Ace of Spades)                                                      |        | 2:55  |
| 2.  | Ace of Spades (version alternative)                                                              |        | 3:03  |
| 3.  | Love Me like a Reptile (version alternative)                                                     |        | 4:16  |
| 4.  | Love Me like a Reptile (version alternative)                                                     |        | 3:31  |
| 5.  | Shoot You in the back (version alternative)                                                      |        | 3:09  |
| 6.  | Fast and Loose (version alternative)                                                             |        | 3:04  |
| 7.  | (We Are) The Roadcrew (version alternative)                                                      |        | 3:22  |
| 8.  | Fire Fire (version alternative)                                                                  |        | 2:39  |
| 9.  | Jailbait (version alternative)                                                                   |        | 3:31  |
| 10. | The Hammer (version alternative)                                                                 |        | 3:09  |
| 11. | Dirty Love (version alternative)                                                                 |        | 1:02  |
| 12. | Dirty Love (version alternative)                                                                 |        | 3:49  |
| 13. | Fast and Loose (BBC Radio 1 David Jensen Show, 01/10/1981)                                       |        | 4:18  |
| 14. | Live To Win (BBC Radio 1 David Jensen Show, 01/10/1981)                                          |        | 3:31  |
| 15. | Bite the Bullet / The Chase Is Better than the Catch (BBC Radio 1 David Jensen Show, 01/10/1981) |        | 6:05  |

## Musiciens
- Lemmy Kilmister: chant, basse
- "Fast" Eddie Clarke: guitares, chant sur le titre Emergency
- Phil "Philthy Animal" Taylor:  batterie

## Charts et certifications

### Album
Charts
| Allemagne    | 2 semaines  | 10e  | 6 novembre 2020  |
| Autriche     | 1 semaine   | 42e  | 13 novembre 2020 |
| Belgique (W) | 1 semaine   | 51e  | 7 novembre 2020  |
| Belgique (V) | 1 semaine   | 50e  | 7 novembre 2020  |
| Canada       | 5 semaines  | 29e  | 30 mai 1981      |
| Espagne      | 1 semaine   | 36e  | 8 novembre 2020  |
| Finlande     | 1 semaine   | 40e  | 2 novembre 2020  |
| France       | 1 semaine   | 178e | 12 mars 2016     |
| Norvège      | 1 semaine   | 37e  | 16 mars 1981     |
| Royaume-Uni  | 19 semaines | 4e   | 8 novembre 1980  |
| Suisse       | 2 semaines  | 39e  | 8 novembre 2020  |

Certification
| Pays        | Certification | Ventes    | Date        |
| ----------- | ------------- | --------- | ----------- |
| Royaume-Uni | Or            | 100 000 + | 6 mars 1981 |

### Single
Charts
| Single        | Chart            | durée du classement | Position | Date             |
| ------------- | ---------------- | ------------------- | -------- | ---------------- |
| Ace of Spades | Single Top 100   | 1 semaine           | 96e      | 1er janvier 2016 |
| Ace of Spades | UK Singles Chart | 19 semaines         | 13e      | 14 janvier 2016  |

Certification
| Pays        | Certification | Ventes    | Date         |
| ----------- | ------------- | --------- | ------------ |
| Royaume-Uni | Or            | 400 000 + | 23 août 2019 |

La chanson Ace of Spades fait partie du classement des 40 meilleures chansons de Metal selon VH1 (classé à la dixième place).
L'album fait partie de la liste de Robert Dimery des 1001 albums qu'il faut avoir écoutés dans sa vie.